# バロム・リヤチヤ5世
バロム・リヤチヤ5世（バロム・リヤチヤ5せい、クメール語: បរមរាជាទីប្រាំ、1579年‐1599年）はカンボジアの国王（在位：1596年‐1599年）。

## 略歴
バロム・リヤチヤ5世はプレア・ラム1世によりラーンサーン王国に追われたサター1世(英語版）の次男。
バロム・リヤチヤ5世は1596年のテレの王の反乱に乗じてポルトガル人のディオゴ・ヴェローゾ（英語版）とスペイン人のブラズ・ルイス（英語版）の支援を受けヴィエンチャンで挙兵し国王プレア・ラム2世を殺害しカンボジア国王に就いた。王位に就いてからは狩りや酒などの娯楽に耽り、政治の実権はディオゴ・ヴェローゾとブラズ・ルイスに握られていた。1599年にチャム人とマレー人が反乱を起こしバロム・リヤチヤ5世は自ら征討にでる決断を下し軍を進め、駐留した村を根城とした。ここで反乱軍が急襲しバロム・リヤチヤ5世は殺害された。